# Metaphycus bulgariensis
Metaphycus bulgariensis är en stekelart som beskrevs av Sugonjaev 1976. Metaphycus bulgariensis ingår i släktet Metaphycus och familjen sköldlussteklar.
Artens utbredningsområde är:
- Bulgarien.
- Tjeckien.
- Finland.

Inga underarter finns listade i Catalogue of Life.